# (8580) Pinsky
(8580) Pinsky – planetoida z pasa głównego asteroid okrążająca Słońce w ciągu 5 lat i 182 dni w średniej odległości 3,11 au. Została odkryta 14 grudnia 1996 roku. Przed nadaniem nazwy planetoida nosiła oznaczenie tymczasowe (8580) 1996 XZ25.